# 荔波管鼻蝠
荔波管鼻蝠（学名：Murina liboensis），一种于中华人民共和国贵州省荔波县发现的蝙蝠，隶属于蝙蝠科管鼻蝠属。其种加词“liboensis”意为“贵州荔波的”。

## 形态特征
荔波管鼻蝠前臂长31.54～38.12毫米，颅全长15.54～16.97毫米。背毛蓬松呈棕灰色，针毛毛基灰色，毛尖金黄色。腹毛短于背毛，毛基深灰色至灰色，毛尖烟灰色。